# Coscinia cribellum
Coscinia cribellum är en fjärilsart som beskrevs av Eugen Johann Christoph Esper 1786. Coscinia cribellum ingår i släktet Coscinia och familjen björnspinnare. Inga underarter finns listade i Catalogue of Life.